# Seneghe
Seneghe là một đô thị ở tỉnh Oristano trong vùng Sardinia, có khoảng cách khoảng 110 km về phía tây bắc của Cagliari và cách khoảng 20 km về phía bắc của Oristano. Tại thời điểm ngày 31 tháng 12 năm 2004, đô thị này có dân số 1.944 người và diện tích là 57,8 km².
Seneghe giáp các đô thị: Bonarcado, Cuglieri, Milis, Narbolia, San Vero Milis, Santu Lussurgiu.